# Sire (woreda)
Pour les articles homonymes, voir Sire.
Sire est un woreda du centre de l'Éthiopie situé dans la zone Arsi de la région Oromia. Il a 73 970 habitants en 2007 et reprend la partie orientale d'un ancien woreda appelé Dodotana Sire.

## Situation
Bordé au nord-ouest par l'Awash, Sire est limitrophe de la zone Misraq Shewa et entouré dans la zone Arsi par Jeju, Lude Hitosa et Dodota. Il est desservi par des routes secondaires conduisant à Dera, Bolo et Deksis dans les woredas voisins.
Son chef-lieu s'appelle Sire comme le woreda,,, ou peut-être Felege Birhan[à vérifier], et se trouve une vingtaine de kilomètres à l'est de Dera.

## Population
Au recensement national de 2007, le woreda compte 73 970 habitants dont 11 % de citadins avec 8 376 habitants au chef-lieu. La moitié des habitants du woreda (52 %) sont orthodoxes, 44 % sont musulmans et 4 % sont protestants.
En 2022, la population du woreda est estimée à 109 061 personnes avec une densité de population de 207 personnes par km2 et 528 km2 de superficie.